# Holger Ziegeler
Holger G. Ziegeler (* 20. Juni 1961 in Regensburg) ist ein deutscher Physiker und Diplomat.

## Biografie
Nach seinem Abitur 1980 studierte Ziegeler zwischen 1980 und 1987 Physik, Mathematik und Allgemeine Sprachwissenschaft an der Universität Regensburg, der Universität Wien sowie als Fulbright-Stipendiat an der Ohio State University in Columbus. Er erwarb 1984 den Master of Science und schloss 1987 als Diplom-Physiker ab. Er ist auch Alumnus der Studienstiftung des deutschen Volkes. Nach Forschungsarbeiten in der Teilchenphysik wendete er sich im Rahmen seiner Arbeit für Siemens Österreich (1987–1992) der Artificial Intelligence (Neuronale Netze, Knowledge Engineering, Hypertext) zu.
1992 trat er in den Auswärtigen Dienst ein und wurde nach Beendigung der Attachéausbildung 1993 Referent für Politische Öffentlichkeitsarbeit (Ausland) im Auswärtigen Amt sowie danach von 1994 bis 1996 Leiter des Kultur- und Pressereferates der Botschaft Asunción in Paraguay. Nach seiner Rückkehr nach Deutschland war er bis 1999 stellvertretender Leiter des IT-Grundsatzreferats im Auswärtigen Amt. Weitere Auslandsverwendungen waren anschließend stellvertretender Generalkonsul am Generalkonsulat Miami in Florida und von 2003 bis 2007 Leiter des Wirtschaftsreferats sowie Dschibuti-Referent an der Botschaft Addis Abeba in Äthiopien.
2007 wurde er an das Weltbank- und IWF-Referat im Bundesministerium für wirtschaftliche Zusammenarbeit und Entwicklung abgeordnet. Dort gestaltete er u. a. die deutsche Beteiligung an der IFC (Infrastructure Crisis Facility) als internationaler Komponente des Konjunkturpakets II in der Wirtschafts- und Finanzkrise. Im Jahr 2009 wechselte er als stellvertretender Referatsleiter für Entwicklungspolitik wieder in das Auswärtige Amt (u. a. als Initiator des Gestaltungsmächtekonzepts der Bundesregierung).
2011 leitete er als Koordinator der Internationalen Afghanistan-Konferenz in Bonn die inhaltliche Vorbereitung und Durchführung der Konferenz.
Nach kurzer Zuteilung an die Bundesakademie für Sicherheitspolitik leitete Ziegeler 2012/13 das Deutschlandzentrum USA an der Botschaft Washington. Die daran anschließende Tätigkeit 2013/14 als Beauftragter für internationale Wirtschafts- und Verbandspartnerschaften sowie B20-Sherpa beim Bundesverband der Deutschen Industrie bereitete ihn für die Leitung der Referats für Außenwirtschaftspolitik in Ländern und Regionen und des Arbeitsstabs Außenwirtschaftsberatung im Auswärtigen Amt vor. Ab 2016 wurde er zum Leiter verschiedener konsularischer Vertretungen ernannt (2016–2020 Generalkonsul Dschidda in Saudi-Arabien, 2020–2022 Generalkonsul Karatschi in Pakistan), bevor er die Leitung des Grundsatzreferats für Digitalisierung (und nationale Digitalisierungspolitik [ab 10/2023]) im Auswärtigen Amt übernahm. Vor dem eigenen früheren beruflichen Hintergrund initiierte er die KI-Charta des Auswärtigen Amts, das im Februar 2025 diese Leitprinzipien für einen verantwortungsvollen und wirksamen Einsatz von KI veröffentlichte. Er trat 2025 in den Ruhestand.